# Anders Rooth (konstnär)
Anders Rooth, född 3 mars 1917 i Stockholm, död där 9 augusti 1994, var en svensk skulptör, målare och tecknare.
Han var son till direktören Harald Rooth och Lisa Rut Valentin samt bror till Sune Rooth. Han studerade vid Konsthögskolans skulpturlinje 1935–1952. Han var mycket sparsam med offentliga framträdanden och medverkade i ett fåtal utställningar. Han medverkade bland annat i utställningen God konst i alla hem i Stockholm 1944 och i konstavdelningen vid Trosa utställningen 1954. Hans konst består förutom skulpturer av landskapsmålningar från Sörmland. Rooth är gravsatt i minneslunden på Skogskyrkogården i Stockholm.